# Escola Municipal Friedenreich
Escola Municipal Friedenreich é uma escola pública da cidade do Rio de Janeiro, localizada no bairro do Maracanã, próximo ao Estádio do Maracanã.
Considerada uma escola de excelência, foi tombada pela Câmara dos Vereadores) do Rio de Janeiro em 2013, após ser ameaçada de demolição pelo governo estadual do Rio de Janeiro.

## História
A escola foi criada na década de 1960 seu nome sendo uma homenagem a Arthur Friedenreich, um dos maiores futebolistas do Brasil em sua época.
Em 2013, possuía aproximadamente 300 alunos portadores de necessidades especiais, tais como autismo e Síndrome de Down, o que a tornou alvo de uma polêmica em meio às obras para a Copa do Mundo FIFA de 2014. O Governo, do Estado, sob a gestão de Sérgio Cabral Filho, pretendia demoli-la, transferindo suas atividades para outro prédio, que seria construído em São Cristóvão, do outro lado da linha do trem. Tal fato causou comoção em parte da opinião pública, assim como o caso da Aldeia Maracanã e do Estádio Célio de Barros, que também passariam por demolições na mesma época.
Alguns deputados na ALERJ, quanto vereadores na Câmara Municipal do Rio, fizeram forte oposição a todas essas demolições. A demolição da Escola Friendenreich chamou a atenção da mídia por ser esta a sétima melhor escola do Estado do Rio em qualidade de ensino. A comunidade escolar protestou contra a remoção da escola.
Finalmente, no final do ano, a escola foi tombada pelos vereadores do Rio de Janeiro, sendo assim sua demolição foi cancelada.
Em 2016, a escola teve a melhor nota do IDEB da rede pública do Rio de Janeiro.